# Дутов, Владимир Николаевич
Владимир Николаевич Дутов (19 февраля 1907 — 13 марта 1991) — советский военный финансист, генерал-полковник интендантской службы, Герой Социалистического Труда (1982).

## Биография
Родился 6 (19) февраля 1907 года в селе Пукасовка Летичевского уезда Подольской губернии в крестьянской семье.
Окончил высшее начальное училище. В Красной Армии с 1929 года. В 1934 году был назначен на первичную должность в финансовой службе ‒ делопроизводителем-казначеем штаба 1-й Запорожской имени Французской компартии кавалерийской дивизии Червонного казачества, затем стал начальником финансовой службы дивизии.
В 1931 году стал членом ВКП(б)/КПСС. Участник похода в Западную Украину в сентябре 1939 года.
С 1940 года ‒ заместитель начальника финансового отдела Прибалтийского военного округа.
В годы Великой Отечественной войны с 1941 по 1945 годы был начальником финансового отдела Северо-Западного, Юго-Западного, Сталинградского, Донского, Центрального и 1-го Белорусского фронтов. Во время войны в полной мере раскрылись способности его как прекрасного организатора, грамотного руководителя, умеющего обеспечить финансирование войск в самых сложных условиях боевой обстановки.
После Великой Отечественной войны ‒ начальник финансовой службы Группы советских оккупационных войск в Германии.
С 1950 года ‒ заместитель начальника Финансового управления Военного министерства СССР.
С 14 июня 1955 года по 9 июля 1986 года ‒ начальник Центрального финансового управления Министерства обороны СССР, занимал эту должность в течение 31 года.
Высочайший профессионализм, умение принимать правильные решения, исключительная личная честность и принципиальность позволили Дутову быть начальником Центрального финансового управления Министерства обороны СССР при пяти министрах обороны: Маршалах Советского Союза Г. К. Жукове, Р. Я. Малиновском, А. А. Гречко, Д. Ф. Устинове и С. Л. Соколове. Он полностью перестроил схему работу финансовых органов Министерства обороны СССР и создал принципиально новый механизм финансирования войск через полевые учреждения Центрального банка страны, который успешно функционирует и в XXI веке.
Им была построена такая система финансового обеспечения войск, которая гибко реагировала на финансово-экономические и военные аспекты развития государства и Вооружённых Сил, имела возможность адаптации и перестройки в соответствии с новыми задачами и условиями обстановки. Он отличался государственным подходом к решению задач финансовой службы Вооружённых Сил. При нём были введены правила обязательного детального экономического обоснования испрашиваемых кредитов и денежных средств во всех звеньях финансовой службы; вместо обилия разрешительных и согласовательных документов был введён единый финансово-плановый документ ‒ смета; произведён постепенный отказ от жёсткой регламентации финансово-хозяйственной деятельности в войсках, стало применяться обезличенное финансирование; расширены права командиров в расходовании материальных и денежных средств. Также при нём была полностью пересмотрена система контроля за правильным расходованием государственных денежных средств, создано Положение о финансовом контроле, введено требование о составлении планов проведения документальных ревизий, предусмотрено участие в ревизиях воинских частей специалистов довольствующих служб, а также введено обязательное привлечение к проведению ревизий воинских частей членов внутренней проверочной комиссии. Стали применяться совместные и комплексные ревизии финансово-хозяйственной деятельности воинских частей и учреждений, внедрялись разнообразные, проверенные опытом и дающие наибольший эффект методы и приемы проверок законности и эффективности расходов денежных средств.
В. Н. Дутов также принимал участие в становлении и развитии Военного факультета в Московском финансовом институте (ныне Финансовый университет при Правительстве РФ).

Могила Дутова на Новодевичьем кладбище Москвы

Указом Президиума Верховного Совета СССР в 1982 году за большой личный вклад в строительство Вооружённых Сил и повышение боевой готовности армии и флота генерал-полковнику интендантской службы Дутову Владимиру Николаевичу присвоено звание Героя Социалистического Труда с вручением ордена Ленина и золотой медали «Серп и Молот».
Автор ряда учебных пособий и нормативных актов по деятельности финансовой службы войск.
С 1986 года — военный консультант Группы генеральных инспекторов Министерства обороны СССР, с ноября 1987 года генерал-полковник Дутов — в отставке.
Владимир Николаевич Дутов прослужил в Вооруженных Силах СССР 57 календарных лет. Жил в городе Москве.
Скончался 13 марта 1991 года. Похоронен на Новодевичьем кладбище в Москве.

## Награды
Советские:
- Герой Социалистического Труда (16.02.1982, медаль № 19991)
- два ордена Ленина (26.10.1955[3], 16.02.1982)
- орден Октябрьской Революции
- четыре ордена Красного Знамени (06.08.1944, 18.06.1945, 15.11.1950[3], 01.10.1963)
- орден Богдана Хмельницкого 2-й степени (31.05.1945)
- ордена Отечественной войны 1-й степени (11.03.1985)
- ордена Отечественной войны 2-й степени (24.08.1943)
- орден Трудового Красного Знамени (04.05.1972)
- три ордена Красной Звезды (11.01.1943, 06.11.1945[3], 18.02.1967)
- орден «За службу Родине в Вооружённых Силах СССР» 3-й степени (30.04.1975)
- медали СССР
- Знак «50 лет пребывания в КПСС».

Иностранные:
- орден Красного Знамени (МНР)
- орден Возрождения Польши (ПНР)
- орден «9 сентября 1944 года» (БНР)
- военный орден «За заслуги перед народом и Отечеством» (ГДР)
- и другие.

## Память
- Приказом министра обороны РФ № 450 от 7 ноября 2006 года была учреждена Медаль «Генерал-полковник Дутов».
- Приказом министра обороны РФ № 62 от 2 февраля 2007 года была учреждена ежегодная денежная премия Министерства обороны РФ имени генерал-полковника Дутова.
- 7 мая 2007 года в Москве на доме, где в 1951—1991 годах жил Дутов, была открыта мемориальная доска[4].
- В 2007 году в одном из зданий Министерства обороны РФ был открыт бюст Дутову.